# 瑠璃明王

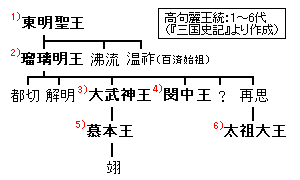
三国史记中的高句丽世系

瑠璃明王（？—18年）姓高（韓語：고），名瑠璃（韓語：유리），亦作類利（韓語：누리），另一说名孺留（韓語：유류），高句麗開國君主朱蒙（東明聖王）的長子，母親為禮氏。他在扶餘出生長大。後來與母親一同前往高句麗投奔朱蒙（被帶素扣留至朱蒙死前）。朱蒙逝世後，於前19年繼任為高句麗的君主。有關瑠璃王及高句麗國君之記載，主要見於《三國史記》。而《三國志·魏書》有關這段時期的記載與之差異頗大，故難以相合。三国志中多以太祖王之后的历史为主，而后来的北朝《魏书》又追述了高句丽开国的神话。

## 生平
瑠璃之父朱蒙原為北扶餘人，棄國往南建高句麗。瑠璃於東扶餘長成後，與其母禮氏一同出逃至高句麗，並被立為太子。當時朱蒙封召西奴為妃，育有兩子，分別是溫祚和沸流，由於瑠璃立為太子，兩人地位不保，於是南遷，後來溫祚另建了百濟王國。
公元3年，瑠璃將國都從卒本城遷到國內城。
朱蒙使用卒本夫余之名沿用了大约半个多世纪后，瑠璃明王继续扩张领土，于公元14年西伐居住在今太子河流域的梁貊，进而袭取了西汉玄菟郡的高句丽县后，瑠璃明王确定将国名改为高句丽，王族以高为氏。
有一首詩名為《黃鳥歌》相傳是瑠璃的繼室雉姬與禾姫爭寵，雉姬受禾姫之辱忿而出走，瑠璃追之不及，有感而發所作，流傳至今。其詞曰：翩翩黄鳥，雌雄相依。念我之獨，誰其與歸？
不論傳說的故事正確與否，以此推論可知東扶餘、卒本扶餘（即高句麗）和南扶餘（即百濟）三者系出同源。

## 史书中的争议
中國新朝王莽取代西漢後，想要大舉征伐匈奴，下令徵發高句驪兵。當地兵民不願，郡縣強迫，於是百姓多逃亡為寇。遼西大尹（漢朝制度的遼西郡太守）田譚派兵追擊，反被他們所殺。州郡歸咎責任於高句驪侯騶。始建國四年（12年），王莽命嚴尤率兵進討，嚴尤設計將騶誘騙至軍中誅殺，並將他的首級傳送到首都常安。王莽非常高興，布告全國：改高句驪名為下句驪。從此，東北各族群起反抗王莽。一些學者認為騶就是高句麗的第一代王朱蒙(鄒牟) ，一些學者認為騶就是高句麗的第二代王瑠璃。

《後漢書》：
王莽初、發句驪兵以伐匈奴、其人不欲行、彊迫遣之、皆亡出塞為寇盜。遼西大尹田譚追擊、戰死。莽令其將嚴尤擊之、誘句驪侯騶入塞、斬之、傳首長安。莽大説、更名高句驪王為下句驪侯、於是貊人寇邊愈甚
《三国史记》：
三十一年　漢王莽發我兵伐胡　吾人不欲行　強迫遣之　皆亡出塞　因犯法爲寇　遼西大尹田譚追擊之　爲所殺　州郡歸咎於我　嚴尤奏言　貊人犯法　宜令州郡　且慰安之　今猥被以大罪　恐其遂叛　扶餘之屬　必有和者　匈奴未克　扶餘・貊復起　此大憂也　王莽不聽　詔尤擊之　尤誘我將延丕斬之　傳首京師　【兩漢書及南北史皆云　誘句麗侯斬之】　莽悅之　更名吾王爲下句麗侯　布告天下　令咸知焉　於是　寇漢邊地愈甚
《三国史记》中记载被贬为下句麗侯的就是瑠璃明王，认为被斬的是高句丽將延丕而不是瑠璃明王；而兩漢書，南北史以及日文典籍皆云　公元12年，誘句麗侯斬之。

## 家系
- 王后松氏，多勿侯松讓(前沸流國王)之女（？－或前17年）
  - 都切：瑠璃王長子，原太子，1年春天正月時早逝。
  - 解明：瑠璃王次子，4年春天的二月被封為太子，9年被瑠璃王賜死，遂自殺，年僅21歲。[3]
  - 無恤：瑠璃王第三子，亦作武恤，14年繼任為太子，即後來之大武神王[4]。
  - 解色朱：又名解邑朱，即後來之閔中王。
- 繼室位氏，國內人沙勿之女（？-？）
  - 如津：《魏書》作如律或如栗，18年夏天的四月時掉進水裡後死亡。[3]
- 東宮繼室禾姬，鶻川人。
- 西宮繼室雉姬，漢人。
- （母不詳）
  - 再思：太祖王的生父。

## 相关影视剧
- 《朱蒙》（주몽），主演安勇俊，幼年主演鄭允錫
- 《風之國》（바람의나라），主演鄭進永

## 資料來源
1. ↑  《三國史記·卷第十三·高句麗本紀第一·瑠璃明王》：瑠璃明王28年秋八月　扶餘王帶素使來　讓王曰　我先王與先君東明王相好　而誘我臣逃至此　欲完聚以成國家　夫國有大小　人有長幼　以小事大者禮也　以幼事長者順也　今王若能以禮順事我　則天必佑之　國祚永終　不然則欲保其社稷難矣
2. ↑  後漢書高句麗傳
3. 1 2  載於《三國史記．高句麗本記．瑠璃王本記》
4. ↑  《三國史記》卷14：“母松氏　多勿國王松讓女也”

| 前任： 東明聖王 | 高句丽君主 前19年-18年 | 繼任： 大武神王 |